# 강판
강판은 채소나 과일 등의 식재료를 문질러, 껍질을 벗기거나 작은 입자로 갈 목적으로 만들어진 주방기구이다. 보통 식재료를 가공할 목적에 따라 강판 표면에 있는 구멍의 크기가 달라진다. 서양에서는 치즈를 갈거나 과일 껍질을 분쇄하여 제스트를 만들거나, 기타 연한 재료를 작은 크기로 갈아내기 위해 강판을 사용한다.

## 같이 보기
- 채칼
- 코코넛 긁개
- 간 치즈